# 오솔레미오 (O Sole Mio)
《오솔레미오 (O Sole Mio)》 는 SF9의 노래이다. 2017년 10월 12일에 발매된 SF9의 3집 EP인 《SF9 3rd Mini Album 'Knights of the Sun'》에 수록되었다.

## 개요
매력적인 기타 선율로 시작되는 타이틀곡 ‘오솔레미오 (O Sole Mio)’는 에일리의 ‘헤븐(Heaven)’, 걸그룹 여자친구의 ‘오늘부터 우리는’ ‘시간을 달려서’로 유명한 작곡가 서용배가 참여해 탄생했다. ‘O Sole Mio’는 ‘오 나의 태양’이라는 의미의 이탈리아어로, 뜨거운 태양처럼 정열적인 사랑을 표현한 가사가 인상적인 곡이다. ‘오솔레미오 (O Sole Mio)’는 그동안 SF9의 시그니처라 할 수 있는 빈틈없이 채워진 파워풀함이 돋보이는 음악에서 조금 벗어나 리드미컬한 라틴팝 사운드와 섹시한 분위기로의 변화를 시도해 한층 더 성장한 SF9의 모습을 담아냈다.